# Hillareds socken
Hillareds socken i Västergötland ingick i Kinds härad, ingår sedan 1971 i Svenljunga kommun och motsvarar från 2016 Hillareds distrikt.
Socknens areal är 39,07 kvadratkilometer varav 34,00 land. År 2000 fanns här 924 invånare.  Tätorten Hillared med sockenkyrkan Hillareds kyrka ligger i socknen. 

## Administrativ historik
Socknen har medeltida ursprung. 
Vid kommunreformen 1862 övergick socknens ansvar för de kyrkliga frågorna till Hillareds församling och för de borgerliga frågorna bildades Hillareds landskommun. Landskommunen uppgick 1952 i Lysjö landskommun som 1971 upplöstes då denna del uppgick  i Svenljunga kommun. Församlingen uppgick 2006 i Sexdrega församling.
1 januari 2016 inrättades distriktet Hillared, med samma omfattning som församlingen hade 1999/2000.  
Socknen har tillhört län, fögderier, tingslag och domsagor enligt vad som beskrivs i artikeln Kinds härad. De indelta soldaterna tillhörde Älvsborgs regemente, Norra Kinds kompani.

## Geografi
Hillareds socken ligger sydost om Borås kring Såken och Ätran. Socknen har odlingsbygd utemd ån och vid sjöar och är i övrigt en skogsbygd.

## Fornlämningar
Från bronsåldern finns gravrösen. Från järnåldern finns gravfält och stensättning samt en skeppssättning.

## Namnet
Namnet skrevs 1358 Hildärydh och kommer från kyrkbyn. Efterleden är ryd, 'röjning'. Förleden är hilla/hille, 'skogklädd höjd'.